# Звенимир
Звенимир (болг. Звенимир) — село в Болгарии. Находится в Силистренской области, входит в общину Главиница. Население составляет 451 человек.

## География
Село Звенимир расположено в 64,6 км от районного центра Силистра, в 14,4 км от города Главиница, в 28,7 км от города Дулово, в 39,8 км от Тутракана и в 18,3 км от города Исперих. Деревня расположена в 387 км от столицы Софии, в 154 км от города Бухареста и в 29 км по воздуху от реки Дунай.
Звенимир находится на территории историко-географических районов Южная Добруджа и Лудогорье.
Климат умеренно-континентальный с очень холодной зимой и жарким летом. Район широко открыт на север и северо-восток. В зимние месяцы дуют сильные холодные северо-восточные ветры, вызывающие метели. Во время метели в январе и феврале северо-восточные ветры достигают скорости 90-100 км/ч. Летом часты сильные суховеи, вызывающие эрозию почвы. Среднегодовая температура около 10 - 11°С. В летние месяцы температура достигает +40 С, а зимой до -30 С. Снежный покров в районе держится относительно долго - около 60 дней в году. Годовая сумма осадков составляет около 550 - 600 мм. Преобладающие высоты от 189 до 213 м.
Почвы плодородные - черноземы. В основном выращивают пшеницу, кукурузу и подсолнечник. В садах возле села выращивают чернослив и абрикосы.
Деревня окружена обширными и очень густыми лесами, в которых очень богат животный мир. Встречаются благородный олень, лань, кабан, косуля, шакал, дикая кошка, лиса, муфлон и многие другие виды.

## Религии и этнический состав
Население Звенимира полностью состоит из этнических турок, исповедующих ислам.
В селе есть две мечети.

## Политическая ситуация
В местном кметстве Звенимир, в состав которого входит Звенимир, должность кмета (старосты) исполняет Тежджан Юмер (Движение за права и свободы (ДПС)) по результатам выборов.
Кмет (мэр) общины Главиница — Неждет Джевдет (Движение за права и свободы (ДПС))  по результатам выборов.